# John Cosgrove

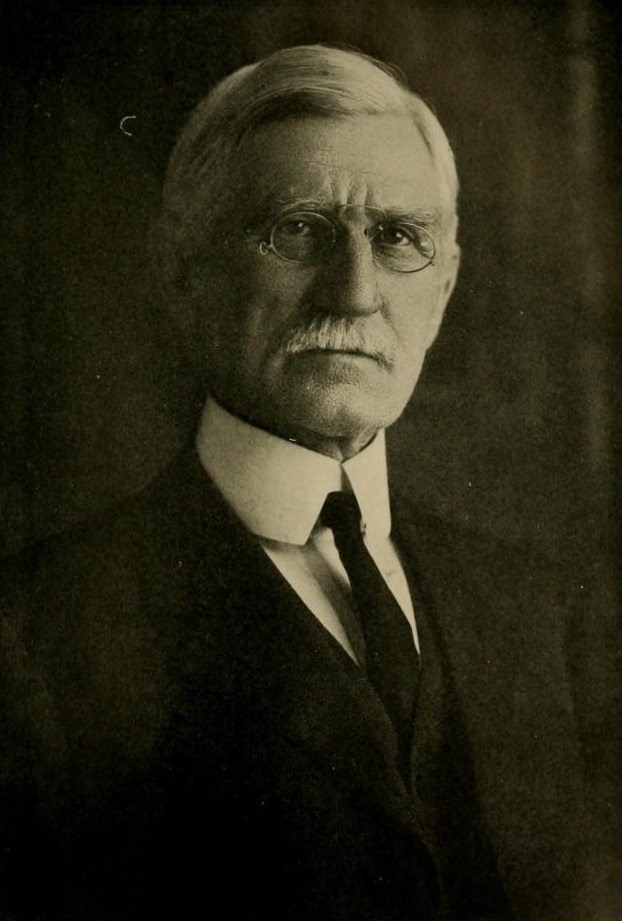
John Cosgrove

John Cosgrove (* 12. September 1839 bei Alexandria Bay, New York; † 15. August 1925 in Boonville, Missouri) war ein US-amerikanischer Politiker. Zwischen 1883 und 1885 vertrat er den Bundesstaat Missouri im US-Repräsentantenhaus.

## Werdegang
John Cosgrove besuchte die öffentlichen Schulen seiner Heimat und die Redwood School. Nach einem anschließenden Jurastudium in Watertown und seiner 1863 erfolgten Zulassung als Rechtsanwalt begann er in diesem Beruf zu arbeiten. 1865 zog er nach Boonville in Missouri, wo er ebenfalls als Anwalt praktizierte. In den Jahren 1870 und 1871, dann nochmals von 1877 bis 1878 sowie zwischen 1879 und 1881 war er juristischer Vertreter dieser Stadt; 1872 fungierte er als Staatsanwalt im dortigen Cooper County.
Politisch war Cosgrove Mitglied der Demokratischen Partei. In den Jahren 1872 und 1920 war er Delegierter zu den jeweiligen Democratic National Conventions. Bei den Kongresswahlen des Jahres 1882 wurde er im sechsten Wahlbezirk von Missouri in das US-Repräsentantenhaus in Washington, D.C. gewählt, wo er am 4. März 1883 die Nachfolge von Ira Sherwin Hazeltine antrat. Da er im Jahr 1884, kurz vor der nächsten Wahl, seinen Verzicht auf eine erneute Kandidatur erklärte, konnte er bis zum 3. März 1885 nur eine Legislaturperiode im Kongress absolvieren.
Nach seinem Ausscheiden aus dem US-Repräsentantenhaus zog sich John Cosgrove aus der Politik zurück. In den folgenden Jahren war er wieder als Jurist tätig. Er starb am 15. August 1925 in Boonville.